# Gjurgicz
Gjurgicz (bułg. Гюргич) – wieś w Bułgarii, w obwodzie Widyń, w gminie Rużinci. Według Ujednoliconego Systemu Ewidencji Ludności oraz Usług Administracyjnych dla Ludności, 15 grudnia 2016 roku miejscowość liczyła 170 mieszkańców.